# 포드 F 시리즈
포드 F 시리즈(Ford F Series)는 미국의 자동차 제조 회사인 포드가 생산, 판매하는 픽업 트럭이다.
포드의 대표적인 픽업 트럭이다. 풀 사이즈급인 F-150은 미국 내수 자동차 시장의 스테디셀러 중 하나다. 포드 익스페디션 및 링컨 네비게이터는 F시리즈 중 F-150의 플랫폼을 이용한다.
2021년에는 F-150의 EV 모델인 ‘F150 라이트닝’ 모델이 공개되었으며, 기존 F 시리즈 대비 553마력에 토크가 107.2kgm이 나온다. 2022년 4월에 미국에서 출시될 예정이다.

## 경쟁 차종
- 쉐보레 - 실버라도
- 램 - RAM 1500
- 토요타 - 툰드라

## 같이 보기
- 포드 F-750
- 포드 F-350